# Сомі (співачка)
Лаура Кабасомі Какома (нар. 6 червня 1981 року), професійно відома як Сомі або Сомі Какома, — американська співачка, авторка пісень, драматург і акторка руандійського та угандійського походження, номінована на премію премію «Греммі». Сомі — перша африканська жінка, номінована на премію «Греммі» у категорії «Джаз». Вона також є першою руандійкою чи угандійкою, номінованою на премію «Греммі». Крім того, вона перша акторка зі Східної Африки, яка виступила на Бродвеї.

## Життєпис

### Ранні роки життя та освіта
Сомі народилася в Шампейні, штат Іллінойс, коли її батько закінчував аспірантуру в Університеті Іллінойсу в Урбана-Шампейн. Її батьки родом з Руанди та Уганди. Коли Сомі було три роки, її сім'я переїхала до Ндоли, Замбія, де її батько працював у Всесвітній організації охорони здоров'я.[джерело?] Наприкінці 1980-х років, коли її батько став професором в Університеті Іллінойсу, вони повернулися до Шампейн, де Сомі навчалася в середніх школах University Laboratory High School та Champaign Central High School. Вона здобула ступінь бакалавра з антропології та африканських досліджень в Університеті Іллінойсу в Урбана-Шампейн. Вона також має ступінь магістра з перформативних студій Школи мистецтв Тіш при Нью-Йоркському університеті та здобуває ступінь доктора філософії на факультеті музики Гарвардського університету.

### Кар'єра
У 2007 році вона ліцензувала свій незалежно записаний альбом Red Soil in My Eyes лейблу Harmonia Mundi/World Village для свого першого міжнародного дистриб'юторського контракту. Альбом отримав широке визнання критиків, а хітовий сингл «Ingele» протягом декількох місяців утримував позицію в топ-10 американських чартів світової музики.
У 2009 році Сомі підписала контракт із незалежним лейблом звукозапису ObliqSound. Її дебютний альбом If the Rains Come First вийшов у Північній Америці 27 жовтня 2009 року, а згодом дебютував на 2-му місці в чарті Billboard's Music Chart та на 21-му місці в Billboard's Heatseekers Chart. В одному з треків альбому в якості гостя взяв участь південноафриканський трубач Х'ю Масекелу, давній наставник Сомі. У березні 2011 року Сомі записала свій перший концертний альбом у легендарному клубі Jazz Standard у Нью-Йорку. Він був випущений лейблом Palmetto Records у серпні 2011 року.
У 2013 році Сомі підписала свій перший контракт з великим лейблом Sony Music, ставши однією з перших артисток їхнього відновленого історичного джазового лейблу OKeh Records. Її альбом і дебют на великому лейблі The Lagos Music Salon, у якому взяли участь спеціальні гості, лауреати премії Греммі Анжеліка Кіджо та Common, дебютував на першому місці в американських джазових чартах. Натхненням для його створення стала 18-місячна творча відпустка Сомі, яку вона провела в Лагосі, Нігерії. На хвилі схвальних відгуків критиків і стрімкого зростання кількості шанувальників, The Huffington Post  та інші видання назвали Сомі «новою Ніною Сімон». У березні 2017 року вона випустила Petite Afrique, свій другий альбом на Okeh Records. Альбом, який отримав премію NAACP Image Award 2018 за видатний джазовий альбом, є циклом пісень про велику західноафриканську іммігрантську громаду в Гарлемі, Нью-Йорк, в умовах швидкої джентрифікації. В альбомі взяв участь спеціальний гість Алое Блекк.
У липні 2020 року Сомі випустила альбом «Holy Room – Live at Alte Oper» на власному лейблі Salon Africana. Цей концертний альбом, у записі якого також взяв участь Frankfurt Radio Big Band, був номінований на премію «Греммі» 2021 року в категорії «Найкращий джазовий вокальний альбом» та отримав премію NAACP Image Award 2021 року за видатний джазовий вокальний альбом.
Перша оригінальна п'єса Сомі, «Мріяючи про Зензіле», — це мюзикл, заснований на житті Міріам Макеби. У сезоні 2021-2022 років прем'єра вистави відбулася в Репертуарному театрі Сент-Луїса, Театральному центрі Маккартера в Принстоні, ArtsEmerson у Бостоні та оф-бродвейському театрі у New York Theatre Workshop. Сомі випустила альбом-триб'ют, присвячений Макебі, «Zenzile: The Reimagination of Miriam Makeba» (2022). Концерт, присвячений виходу альбому, відбувся в театрі «Аполло» і став першим живим виступом в історичному театрі після  закриття через глобальну пандемію 2020 року. Як письменниця та акторка, Сомі також використовує своє прізвище та відома як Сомі Какома.
Сомі є лауреаткою премії Доріс Дюк для виконавців 2023 року, старшою стипендіаткою TED, стипендіаткою United States Artists, стипендіаткою Soros Equality та стипендіаткою театру Sundance.
У 2023 році Сомі дебютувала на Бродвеї у головній ролі «Джаджа» у виставі «Африканське плетіння косичок Джаджі» (JAJA’S AFRICAN HAIRBRAIDING).

## Особисте життя
Сомі зараз живе в Нью-Йорку.

## Дискографія
- Eternal Motive (2003)
- Red Soil in My Eyes (2007)
- If the Rain Comes First (2009)
- Somi: Live at Jazz Standard (2011)
- The Lagos Music Salon (2014)
- Petite Afrique (2017)
- Holy Room - Live at Alter Oper with Frankfurt Radio Big Band (2020)
- Zenzile: The Reimagination of Miriam Makeba (2022)

## Подальше читання
Current Biography Yearbook 2018. H.W. Wilson, a division of EBSCO Information Services, Inc. 2018. с. 68—72. ISBN 9781682176412.